# Lectorium Rosicrucianum

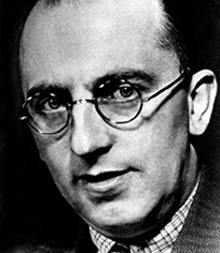
Jan van Rijckenborgh

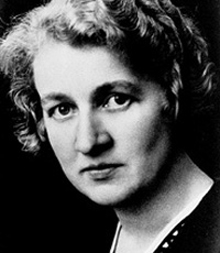
Catharose de Petri

Lectorium Rosicrucianum je nové náboženské hnutí, které se považuje za moderní školu mysterií.
U založení školy stáli dva nizozemští mystici, Jan van Rijckenborgh (1896–1968, vlastním jménem Jan Leene) a jeho bratr Zwier Willem Leene (1892–1938) a Catharose de Petri (1902–1990, vlastním jménem Henriette Stok-Huizer). Oficiálně společenství vzniklo v nizozemském Haarlemu 25. srpna 1935 jako pobočka americké větvě organizace Rosicrucian Fellowship. Škola staví na křesťanském gnosticismu, čerpá z učení Bible, učí znát Nový zákon, staví na učení albigenských, katárů. Zdrojem jsou pro ni také klasičtí rosenkruciáni sedmnáctého století. Svou metodou se opírá o poznání nábožensko-mystických myšlenek hermetismu a alchymie.
Druhá světová válka zatlačila toto mladé hnutí do pozadí, nacismus však hnutí nezlikvidoval, protože se stáhlo z veřejného života. Přežilo a v současné době má okolo 15 000 členů po celém světě. Hlavními centry jsou Evropa, Severní Amerika a Jižní Amerika (zejména Brazílie), Austrálie, Nový Zéland, Velká Británie a Afrika (zejména Pobřeží slonoviny).

## Historie
Úplný začátek historie duchovní školy Lectorium Rosicrucianum se datuje do roku 1924, kdy si oba bratři Z. W. Leene a J. Leene a asi 15 sympatizantů Heindelova učení pronajalo zadní část domu v Bakenessergracht 13, v Haarlemu. Od té doby se rozvíjela práce po celých 16 let, až do začátku války. Oba bratří spolu s přáteli jako byl Cor Damme, A. Rutgers van der Loeff, E. Roland-Retera a dalšími se tak stali učiteli Heindlova nového ‚esoterického učení čistého křesťanství‘. 
V roce 1928, přesně 15. února, byla založena v Haarlemu kancelář pro tisk Rosicrucian Fellowship, která se později proměnila v tiskárnu The Rozekruis Pers. Tato
událost byla jedním z kroků pro osamostatnění nizozemské větve Heindlova učení. Umožnila vydávání tiskovin v Nizozemsku, zejména časopisu Het Rosenkreuz a týdeníku Aquarius.
24. prosince 1930 se k bratrům Leene připojila žena pana J. H. Stock, která sympatizovala s hnutím již od prvního momentu , paní H. Stok-Huizer. Také Cor Damm (1897–1969) byl tou dobou již dva roky po boku obou bratrů.
Společně pracovali na šíření myšlenek Heindlova „esoterického křesťanství“, které vedlo k tomu, že 24.12. 1934 byla oficiálně podána žádost úřadům o založení nezávislé pobočky Rosicrucian Fellowship společenství Maxe Heindela. O rok později dostala právní statut jako Nizozemská pobočka Rosecrucian Fellowship. Šlo o vytvoření ústředí pro nizozemsky mluvící oblast  společenství Rosicrucian Fellowship, jehož sídlo bylo v té době v Seattle v USA. Nizozemsko mělo tehdy již 545 studentů a přibližně stejný počet zájemců o učení, kteří se scházeli v centrech ve městech. 
Nedalo se již mluvit o dobrovolnické práci, proto bylo potřeba tato centra nějak zastřešit. Vytvořením ústředí došlo o vyvrcholení snah o vytvoření nezávislé větve Rosicrucian Fellowship v Evropě. Osamostatnění nizozemské větve přinesla novou sílu k práci na tvorbě školy, práce nabrala směr k obrodě původního rosikruciánství.
V letech 1934 – 1940 byly organizovány letní školy na pozemku v De Haere, který společnost zakoupila poblíž Doornspijk. Toto místo se později stalo centrem práce pro mládež a konferenční místo Noverosa (založené v roce 1957 původně jako konferenční místo po dospělé), plně proměnilo v konferenční místo pro mládež.
20. března 1937 byl položen základní kámen prvního chrámu v Nizozemsku v Haarlemu.
Až do roku 1938 byl Z. W. Leene dynamickou silou, která vedla společenství. 8. března 1938 ale zemřel v náručí svého bratra. J. Leene a H. Stok-Huizer pokračovali společně v započaté práci. Napsali řadu knih, které byly vydány pod pseudonymy Jan van Rijckenborgh a Catharose de Petri, které
začali používat během války. Kdy se věnovali především v letech 1940–1945 studiu textů, manichejských, Corpus Hermeticum. Jejich zájmem se stal také Jakob Böhme.
Atmosféra války ovlivnila J.van Rijckenborgha natolik, že na ni reagoval sepsáním knihy Dei Gloria Inacta  – Kresťanské mysterium zasvěcení. Stala se dobrým základem pro nový poválečný ‚začátek‘.
Po druhé světové válce, když mohla být činnost společnosti opět oficiálně (během válečných let byla kvůli Nacistům skrývána) zahájena, se Jan van Rijckenborgh a Catharose de Petri ujali práce znova a centrem zájmu stále více stával pojem „gnose“. Šlo o kristocentrický (Kristus ve středu zájmu) pohled na skutečnost, že Bůh může být poznatelný z první ruky. Tohoto poznání může být dosaženo vnitřním
vývojem jedince na základě důkladného sebepoznání, které nazývá Bible jako ‚zrození z vody a ducha‘.
Nizozemské společenství Rosicrucian Fellowship se rozvíjelo jako společenství jednotlivých center v Nizozemsku, ve kterých byly postupně budovány chrámy. Zůstávalo stále ve volném pojení s Rosicrucian Fellowship i když se jejich práce ubírala stále více směrem k moderní duchovní škole, která staví na základech rosikruciánského učení a na gnostickém pohledu na proměnu člověka.
Po válce, kdy byla činnost společenství plně obnovena, jej Jan Leene transformoval do nové organizace, do ‚Duchovní školy‘ Lectorium Rosicrucianum, která byla oficiálně registrována 25. 11. 1946 jako Nadace Lectorium Rosicrucianum.
A v roce 1960, 20. června byla přeregistrována a stala se náboženskou organizací Lectorium Rosicrucianum. V té době byla již od předválečných let činná městská centra v Haagu, Amsterodamu, Utrechtu, Groningenu, Haarlemu, která rostla a dnes jich je celkem 14 v celém Nizozemsku..
Od té doby se činnost společenství stále rozvíjela i mimo hranice Nizozemska. V současné době má mezinárodní škola centra přibližně ve 130 městech v 36 zemích světa. V těchto centrech se scházejí žáci a sympatizanti. Kromě center jsou v jednotlivých zemích také budována konferenční místa. 

### Práce pro mládež
Paralelně s vývojem školy šel vývoj práce týkající se mládeže. V roce 1929 byla pro práci s mládeží ustanovena paní E. Roland-Retera spolu s J. Leene. V některých městech byly vytvořeny kluby pro mládež. Když byl v 50. letech zakoupen pozemek v Lage Vuursche Elcekerlyc, přesunula se práce pro dospělé tam a pozemek v De Haere se stal místem práce pro mládež, organizovali se zde letní pobyty pro děti. Tato práce zde pokračuje dodnes.    

### Učení školy
Škola má množství vlastní literatury, velkým impulsem pro rozvoj školy a její učení byla Helena Petrovna Blavatská a její Hlas ticha  , čerpá z učení Jakoba Böhme Aurora , Cesta ke Kristu , A. Gadala, který viděl gnostický základ v učení katárů.
Základem učení je poznání a pochopení alegorie Chymická svatba Christiana Rosenkreuze (1616), hermetismus , hlásí se k manifestům rosicruciánství  Fama Fraternitatis(1614), Confesio Fraternitatis (1615). Dále Nový zákon zejména kapitoly ze Zjevení Janova, starověká mysteria - Rosicruciáni, Grál, Katáři.
Základní kámen učení školy je gnosticismus, což znamená „poznání“.
Jde o to poznat a vědomě zakoušet moudrost mysterií pomalu a postupně se zbavit nadvlády smyslového těla, přesto však plnit všechny úkoly ve fyzickém světě . Jde o vědomé odvracení se od smyslových vazeb, odklonit se od světa stínů, pročištění vědomí . Až toto nastane, následuje příklon k duchovnímu světu , kde na konci povstane nový člověk, který je znovuzrozený (Bible, I. Kor. 15:31), podruhé zrozený .

### Metoda
Hlavní metodou je metoda sloučení protikladů – alchymický proces  a metoda každodenního vědomého umírání, tedy 'Endura‘, tento pojem je již nám u Katárů. Nejde o žádnou pomalou sebevraždu, ale o každodenní vědomý odklon od pudů, sklonů, přání, vášní, které vážou člověka na hmotný svět , člověk musí nechat zemřít své egocentrické tendence nikoli sebe fyzickou smrtí. Způsob jakým je toho dosaženo, je nazván transfigurací nebo také metamorfózou. Tedy postupnou proměnou a slučováním protikladů , které probíhá pomalu a postupně každý den, dojde ke vzkříšení nového člověka v každém, kdo se procesu oddá (Bible„ On musí růst, já však se menšit.“ (Jan 3:30). )
Dva přírodní řády
Mezinárodní škola Zlatého Kříže s Růží Lectorium Rosicrucianum vychází z ideje, že existují dva přírodní řády: za prvé nám známý přírodní řád, který je nouzovým řádem, přechodným domovem. Tato příroda zahrnuje jak oblast
živých, tak i oblast mrtvých. V ní je všechno podřízeno koloběhu zrození, života, umírání a nového zrození. Za druhé je zde původní božský řád. Ten první je světem pomíjivosti, tzv. „dialektika“ : vše v něm vzniká, rozkvétá a zaniká; druhý řád je světem nepomíjivosti, tzv.
„statika“. Duchovní škola učí člověka postupně přejít z proměnlivého dialektického řádu do statického, neproměnlivého řádu věčnosti.
Atom jiskry ducha neboli růže srdce.
To co je v Bibli nazýváno „královstvím nebeským“, má v srdci člověka pozůstatek – poslední latentní pozůstatek, Boží jiskra neboli „atom jiskry ducha“  . Tento princip způsobuje v mnoha hledajících lidech jakýsi neurčitý stesk po domově, mlhavou vzpomínku na původní stav u Otce – na nesmrtelnou jednotu s Bohem. O tento atom se může člověk opřít, pokud nastoupí cestu proměny. 

### Základní symbolika školy Lectorium rosicrucianum

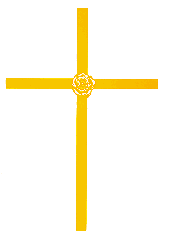
Kříž s růží

„Kříž s růží v průsečíku“ ve zlaté barvě, je základní symbol používaný v chrámech školy. Symbolizuje protnutí dvou řádů, dvou energií - dolů směřující energie se ve středu kříže, ale také symbolicky v srdci člověka, protíná s horizontální energií tedy s materiálním světem. Je to symbol propojení dvou přírodních řádů, ve kterém jde o propojení obou světů v srdci člověka. 
„Pentagram“, symbol znovuzrozeného člověka, nového člověka, který je nositelem božského principu. Stará příroda, vědomí já, umírá a probudit se musí Boží příroda, Kristus v člověku. Lectorium Rosicrucianum s tímto procesem seznamuje žáky, kteří se jej snaží realizovat ve svém životě.
„Merkurova hůl“, symbol používaný v chrámech školy, představuje dva hady obtáčející okřídlenou hůl, jakožto symbol spojení dvou základních sil v člověku - kladné a záporné a jejich přivedení ke vzájemné spolupráci. Což se projeví v moudrostí daného člověka, symbolizované dvěma křídly na konci hole.